# Pro Patria et Libertate Sezione Calcio 1971-1972
Questa voce raccoglie le informazioni riguardanti la Pro Patria et Libertate Sezione Calcio nelle competizioni ufficiali della stagione 1971-1972.

## Stagione
Nella stagione 1971-1972 la Pro Patria disputa il girone A del campionato di Serie C, con 27 punti si piazza all'ultimo posto con l'Imperia e retrocede in Serie D, anche il Treviso con 32 punti retrocede per peggior differenza reti con la Pro Vercelli. Il campionato è stato vinto dal Lecco con 51 punti che sale in Serie B.
A Busto Arsizio per questa stagione l'allenatore ufficiale è Cesare Pellegatta, anche se di fatto dirige la squadra Bruno Bolchi ancora sprovvisto di patentino e quindi non può sedere in panchina. Arriva dal Torino lo stopper Ermes Fregonas, un tris di calciatori arriva dall'Inter, il difensore Paolo Monico, e le ali Giancarlo Nissoli e Sergio Brunetta. La squadra bustocca non ingrana e finisce sul fondo della classifica dopo la sconfitta interna (1-4) con il Lecco a fine ottobre. A Bruno Bolchi subentra con il doppio ruolo di giocatore e allenatore Giampiero Calloni che da giocatore ha realizzato 30 reti con la Pro Patria, e dopo alcune partite Renzo Burini, ma i risultati nonostante qualche sprazzo di bel gioco non cambiano, a sei giornate dal termine arriva un'altra rivoluzione tecnica, a favore del tandem Franco Pedroni e Angelo Turconi, bravi e volenterosi ma trovatisi nel mezzo di una situazione senza tranquillità, impotenti ad evitare la dolorosa retrocessione in Serie D, la prima della lunga e gloriosa storia bustocca. Con 18 reti realizzate i tigrotti hanno il peggior attacco del girone, e con sole 4 reti in 31 partite il miglior marcatore stagionale risulta Giancarlo Nissoli.

## Rosa
| N. |                   | Ruolo | Calciatore              |
| -- | ----------------- | ----- | ----------------------- |
|    | Italia (bandiera) | P     | Giuseppe Anelli         |
|    | Italia (bandiera) | D     | Francesco Bartezzaghi   |
|    | Italia (bandiera) | C     | Beltrami                |
|    | Italia (bandiera) | A     | Cesare Biolchi          |
|    | Italia (bandiera) | C     | Bruno Bolchi            |
|    | Italia (bandiera) | C     | Sergio Brunetta         |
|    | Italia (bandiera) | A     | Giampiero Calloni       |
|    | Italia (bandiera) | A     | Mario Casna             |
|    | Italia (bandiera) | P     | Carlo Chiaravalle       |
|    | Italia (bandiera) | A     | Giorgio Cortellezzi     |
|    | Italia (bandiera) | C     | Alberto Cortesi         |
|    | Italia (bandiera) | D     | Pasquale Croci          |
|    | Italia (bandiera) | A     | Gianfranco De Bernardi  |
|    | Italia (bandiera) | D     | Pier Angelo De Bernardi |

| N. |                   | Ruolo | Calciatore              |
| -- | ----------------- | ----- | ----------------------- |
|    | Italia (bandiera) | D     | Claudio Delle Carbonare |
|    | Italia (bandiera) | A     | Giulio Del Pietro       |
|    | Italia (bandiera) | C     | Angelo Denti            |
|    | Italia (bandiera) | D     | Ermes Fregonas          |
|    | Italia (bandiera) | D     | Ettore Frigerio         |
|    | Italia (bandiera) | A     | Fortunato               |
|    | Italia (bandiera) | C     | Giorgio Gambazza        |
|    | Italia (bandiera) | C     | Pasquale Lombardi       |
|    | Italia (bandiera) | P     | Antonio Mastrorgio      |
|    | Italia (bandiera) | D     | Paolo Monico            |
|    | Italia (bandiera) | A     | Giancarlo Nissoli       |
|    | Italia (bandiera) | A     | Novellini               |
|    | Italia (bandiera) | D     | Leopoldo Solbiati       |
|    | Italia (bandiera) | C     | Andrea Verdelli         |

## Risultati

### Serie C girone A

#### Girone di andata
| Busto Arsizio 12 settembre 1971 1ª giornata | Pro Patria    | 0 – 0 | Cremonese | Stadio Comunale\| Arbitro: \| Lops (Torino) \| |
| Arbitro:                                    | Lops (Torino) |       |           |                                                |

| Arbitro: | Chiozza (Genova) |

|               |           |  |
| Ardemagni 36’ | Marcatori |  |

| Busto Arsizio 26 settembre 1971 3ª giornata | Pro Patria        | 0 – 0 | Belluno | Stadio Comunale\| Arbitro: \| Sancini (Bologna) \| |
| Arbitro:                                    | Sancini (Bologna) |       |         |                                                    |

| Arbitro: | Marti (Napoli) |

|                  |           |  |
| Marin 81’ (rig.) | Marcatori |  |

| Arbitro: | Schena (Foggia) |

|             |           |  |
| Nissoli 49’ | Marcatori |  |

| Arbitro: | Del Fiandra (Massa) |

|                                     |           |  |
| Marcolini 9’ Garofalo 28’ Rosso 34’ | Marcatori |  |

| Arbitro: | Lupi (Genova) |

|            |           |  |
| Crespi 41’ | Marcatori |  |

| Arbitro: | Agnolin (Bassano del Grappa) |

|             |           |                                      |
| Biolchi 80’ | Marcatori | 56’, 59’ Jaconi 69’ Marchi 90’ Goffi |

| Arbitro: | Lattanzi (Macerata) |

|  |           |              |
|  | Marcatori | 14’ Brunetta |

| Arbitro: | Menicucci (Firenze) |

|                      |           |  |
| Casna 46’ Monico 73’ | Marcatori |  |

| Arbitro: | Medeghini (Brescia) |

|                                  |           |  |
| De Bernardi 51’ Cella 82’ (rig.) | Marcatori |  |

| Arbitro: | Sgherri (Grosseto) |

|            |           |             |
| Monico 79’ | Marcatori | 18’ Vanzini |

| Arbitro: | Sancini (Bologna) |

|                    |           |  |
| Calloni 22’ (rig.) | Marcatori |  |

| Arbitro: | Tempio (Catania) |

|           |           |            |
| Casna 71’ | Marcatori | 28’ Valeri |

| Imperia 19 dicembre 1971 = 15ª giornata | Imperia          | 0 – 0 | Pro Patria | Stadio Nino Ciccione\| Arbitro: \| Baciucchi (Roma) \| |
| Arbitro:                                | Baciucchi (Roma) |       |            |                                                        |

| Arbitro: | Chiapponi (Livorno) |

|             |           |               |
| Nissoli 90’ | Marcatori | 75’ Mongitore |

| Arbitro: | Borghesi (Forlì) |

|                               |           |  |
| Mazzoleri 5’ Croci 71’ (aut.) | Marcatori |  |

| Arbitro: | Tabenelli (Ravenna) |

|  |           |                                             |
|  | Marcatori | 8’ Dedè 48’ Pellizzari 55’ Bordon 67’ Zanin |

| Arbitro: | Lanzetti (Viterbo) |

|            |           |  |
| Ronchi 29’ | Marcatori |  |

#### Girone di ritorno
| Arbitro: | Levrero (Genova) |

|            |           |  |
| Donina 26’ | Marcatori |  |

| Arbitro: | Clerico (Chiavari) |

|                           |           |  |
| Nissoli 5’ Del Pietro 13’ | Marcatori |  |

| Arbitro: | Testuzza (Genova) |

|               |           |             |
| Gagliazzo 78’ | Marcatori | 39’ Nissoli |

| Arbitro: | Sgherri (Grosseto) |

|            |           |  |
| Cortesi 4’ | Marcatori |  |

| Arbitro: | Abati (Livorno) |

|                        |           |  |
| De Bernardi 79’ (aut.) | Marcatori |  |

| Arbitro: | Esposito (Torre Annunziata) |

|              |           |  |
| Beltrami 85’ | Marcatori |  |

| Busto Arsizio 19 marzo 1972 26ª giornata | Pro Patria         | 0 – 0 | Solbiatese | Stadio Comunale\| Arbitro: \| Stagnoli (Bologna) \| |
| Arbitro:                                 | Stagnoli (Bologna) |       |            |                                                     |

| Arbitro: | Schena (Foggia) |

|            |           |  |
| Marchi 89’ | Marcatori |  |

| Arbitro: | Vannucchi (Bologna) |

|  |           |             |
|  | Marcatori | 87’ Tonelli |

| Arbitro: | Crista (Livorno) |

|                           |           |  |
| Trombini 4’ Braghetto 63’ | Marcatori |  |

| Busto Arsizio 23 aprile 1972 30ª giornata | Pro Patria    | 0 – 0 | Piacenza | Stadio Comunale\| Arbitro: \| Ciulli (Roma) \| |
| Arbitro:                                  | Ciulli (Roma) |       |          |                                                |

| Arbitro: | Andreoli (Padova) |

|               |           |            |
| Sassaroli 70’ | Marcatori | 2’ Biolchi |

| Busto Arsizio 7 maggio 1972 32ª giornata | Pro Patria         | 0 – 0 | Verbania | Stadio Comunale\| Arbitro: \| Monforte (Palermo) \| |
| Arbitro:                                 | Monforte (Palermo) |       |          |                                                     |

| Arbitro: | Baldoni (Ancona) |

|                                 |           |           |
| Musa 24’ Veracini 69’ Fazzi 87’ | Marcatori | 90’ Casna |

| Arbitro: | Turiano (Reggio Calabria) |

|              |           |              |
| Gambazza 67’ | Marcatori | 89’ Giordano |

| Arbitro: | Lupi (Genova) |

|               |           |  |
| Mongitore 56’ | Marcatori |  |

| Arbitro: | Sansò (Lecce) |

|                           |           |                  |
| Frigerio 12’ Gambazza 84’ | Marcatori | 66’ (rig.) Rizzi |

| Arbitro: | Crista (Livorno) |

|                        |           |  |
| Bordon 45’, 65’ (rig.) | Marcatori |  |

| Venezia 18 giugno 1972 38ª giornata | Pro Patria       | 0 – 0 | Venezia | Stadio Comunale\| Arbitro: \| Baciucchi (Roma) \| |
| Arbitro:                            | Baciucchi (Roma) |       |         |                                                   |